# Ильвес, Тоомас Хендрик
То́омас Хе́ндрик И́львес (эст. Toomas Hendrik Ilves; род. 26 декабря 1953, Стокгольм) — эстонский политик, дипломат, журналист, бывший член Европейского парламента, бывший глава Социал-демократической партии Эстонии, с 23 сентября 2006 года по 10 октября 2016 года был президентом Эстонии.

## Биография

### Происхождение
Бабушка Ильвеса по материнской линии, уроженка Санкт-Петербурга Елизавета Васильевна Чистоганова, была по национальности русской. Сам Ильвес отрицал этот факт, заявляя, что его бабушка в действительности была этнической караимкой. Мать Ильвеса Ираида Сийтам родилась 6 января 1927 года в Ленинграде, откуда 13 октября 1928 года переехала в независимую Эстонию вместе с работавшим в России дедушкой Ильвеса Пеэтером Сийтамом.
В Эстонии мать Ильвеса была удочерена Александрой и Пеэтером Ребане. Приёмный отец Ираиды Сийтам был братом эстонского политика Ханса Ребане, занимавшего в 1927—1928 годы пост министра иностранных дел Эстонии. В деле об удочерении сказано, что родители согласны, чтобы их дочь удочерили живущие в Таллине Пеэтер и Александра Ребане, так как сами они не могут содержать ребёнка, а Ребане, по их утверждению, были богатыми людьми. К тому же Александра Ребане была сестрой Елизаветы и, соответственно, приходилась Ираиде родной теткой.
Осенью 1944 года, при наступлении советских войск, родители Ильвеса бежали в Швецию.

### Детство и юность
Тоомас Хендрик Ильвес родился 26 декабря 1953 года в столице Швеции Стокгольме. Согласно опубликованной статье в газете «Молодёжь Эстонии» от 14 апреля 2000 года, со ссылкой на посла Австрии в Эстонии Петера Пильца, отец Ильвеса служил в СС, об этом заявил сам Ильвес будучи министром иностранных дел Эстонии. Обсуждая высказывания крайне правого австрийского деятеля Йорга Хайдера относительно деятельности нацистов, эстонский министр Томас Ильвес заявил, что «многие эстонцы, в том числе и его отец, служили в войсках СС. В настоящее время войска СС вызывают в Эстонии воспоминания прежде всего как о времени героического сопротивления против советских агрессоров», говорится в докладе австрийского посла.
Позднее семья эмигрировала в США, где прошли детские и юношеские годы будущего президента Эстонии. В 1972 году окончил среднюю школу в Леонии, Нью-Джерси. В 1976 году окончил Колумбийский университет, получив степень бакалавра психологии, а в 1978 году — Пенсильванский университет (магистр психологии).
Являлся в 1981—1983 годах художественным администратором и директором Ванкуверского литературного центра (Канада). С 1983 по 1984 год — преподаватель эстонской литературы и лингвистики в отделе междисциплинарных исследований университета Саймона Фрейзера (Ванкувер, Канада).

### Начало карьеры
В 1984—1988 годы работал аналитиком исследовательского института радио «Свободная Европа» в Мюнхене, в 1988—1993 годы был заведующим отделом в эстонской редакции радио «Свободная Европа».

### Политическая карьера до избрания президентом Эстонии

#### На дипломатической службе
В 1991 году Ильвес переехал в Эстонскую Республику (вскоре после того, как та вновь стала независимой). В период с 1993 по 1996 год являлся послом Эстонии в США, Канаде и Мексике. В 1996—1998 и 1999—2002 годы занимал пост министра иностранных дел Эстонии.

#### Политическая борьба
В период с 2001 по 2002 год был главой Народной партии умеренных. С этой должности он ушёл после поражения партии на муниципальных выборах 2002 года, в ходе которых его однопартийцам удалось получить лишь 4,4 % голосов избирателей. Партия умеренных была вскоре переименована в Социал-демократическую партию Эстонии. Неоднократно выступал за членство Эстонии в Европейском союзе и вёл активные переговоры, что в итоге привело к вступлению Эстонии в Европейский союз 1 мая 2004 года. В этом же году на выборах в Европейский парламент Ильвес, представляя Социал-демократическую партию Эстонии, набрал более 76 000 голосов и был избран депутатом Европейского парламента. В Европарламенте Ильвес присоединился к Партии европейских социалистов.

#### Борьба за пост президента
Кандидатура Ильвеса для участия в президентских выборах была выдвинута 23 марта 2006 года Партией реформ и Социал-демократической партией, членом которой он являлся.
29 августа Ильвес был единственным кандидатом во втором и третьем круге президентских выборов в Рийгикогу (Парламент Эстонии), его поддержали правящая Партия реформ, а также оппозиционные партии: социал-демократы, Союз отечества и Res Publica.
Центристская партия и Народный союз выборы в Рийгикогу бойкотировали (председатели этих партий призвали своих депутатов не участвовать в выборах). За Ильвеса было отдано 64 голоса из имеющихся у поддерживающей его коалиции 65. Однако для победы на выборах Ильвесу требовалось получить две трети от 101 голоса в Рийгикогу. Поэтому его кандидатура была автоматически перенесена в следующий круг выборов, намеченный на 23 сентября.
23 сентября Ильвес получил 174 голоса в первом туре президентских выборов в Коллегии выборщиков и тем самым был избран новым президентом Эстонии. На следующий день Ильвес вышел из Социал-демократической партии. Его пятилетний срок официально начался 9 октября 2006 года.

### На посту президента

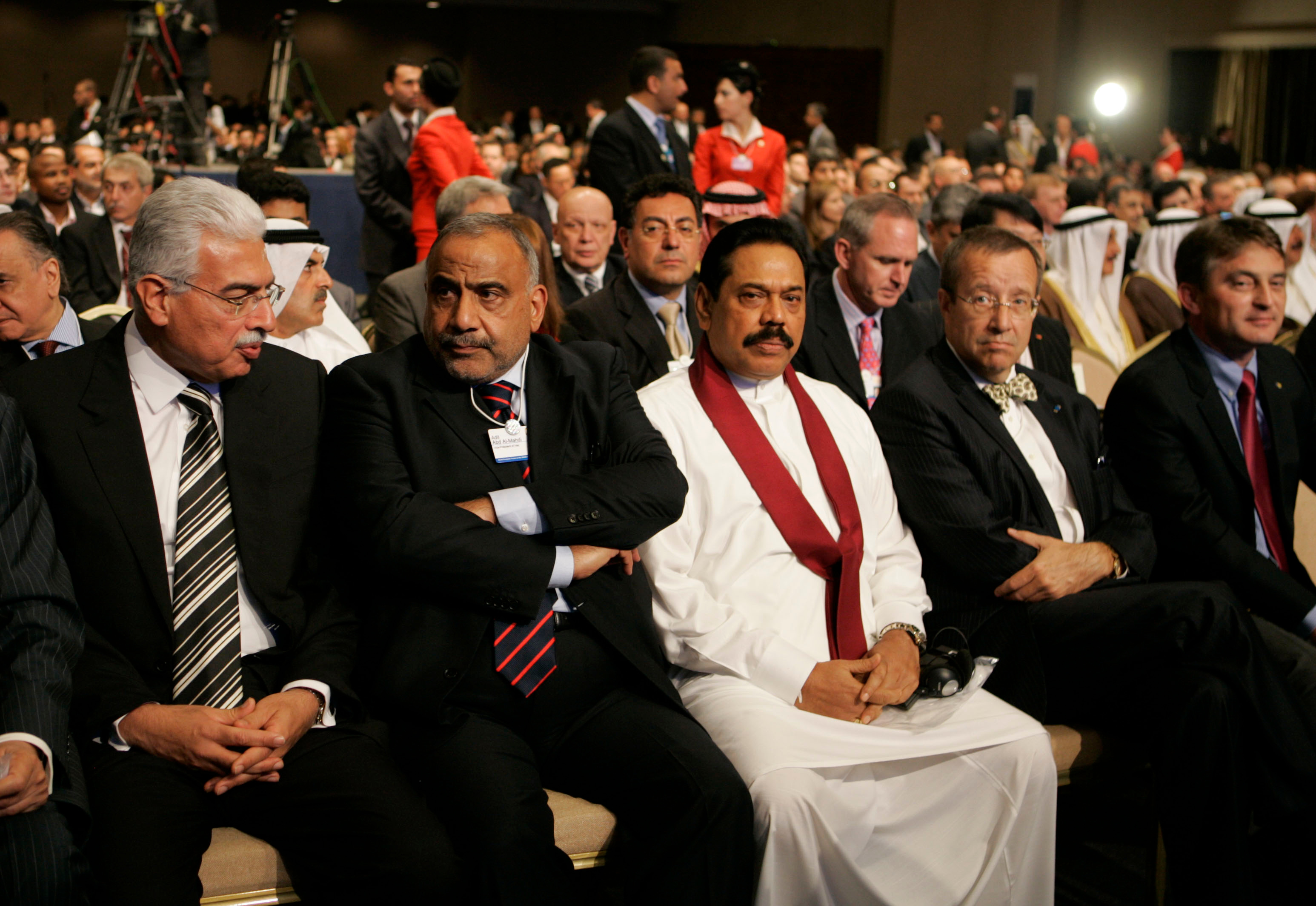
Томас Хендрик Ильвес (второй справа) в 2009 году

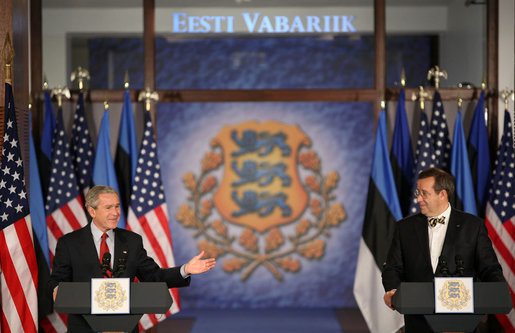
Тоомас Хендрик Ильвес и Джордж Уокер Буш. Таллин, 2006

Ильвес пообещал уделять больше внимания внешней политике. По его словам, «дорога в Москву пролегает через Брюссель». Что касается внутренней политики, то Ильвес поддержал идею укрепления роли президента как «морального арбитра» в политической сфере. Так он выступил с резкой критикой политического давления, предположительно оказываемого лидерами Центристской партии и Народного союза на своих депутатов в Рийгикогу и политиков на местах. Лидер Центристской партии Эдгар Сависаар в свою очередь выразил неудовлетворённость в связи с победой Ильвеса на выборах.
Также правление Ильвеса отмечено конфликтами вокруг переноса Бронзового солдата и балтийского газопровода «Северный поток». Сам Ильвес во время президентской гонки 2006 года высказал мнение, что разумнее было бы оставить монумент на старом месте, считая, что этим вопросом всё-таки должен заниматься Рийгикогу. Телеобращение президента Эстонии к жителям страны 1 сентября 2007 года впервые с момента установления независимости сопровождалось русскими субтитрами.
В войне в Грузии в августе 2008 года Ильвес вместе с другими главами балтийских государств поддержал грузинское руководство. 10 августа он присоединился к декларации, подписанной также президентами Польши, Литвы и Латвии, в которой действия России назывались агрессией против Грузии. 12 августа президенты Эстонии, Латвии, Литвы, Польши и Украины совместно посетили Грузию с целью поддержки территориальной целостности и суверенитета Грузии.
После того как Россия 26 августа признала независимость Абхазии и Южной Осетии, Ильвес на встрече руководителей Эстонии, Латвии и Польши заявил: «нападение на архитектуру безопасности Европы после холодной войны не может происходить при нашем стыдливом молчании».
29 августа 2011 года переизбран президентом Эстонии на второй срок. Единственным его соперником на выборах был депутат Европарламента И. Таранд.
В октябре 2014 года президент Эстонии Ильвес подписал постановление о принятии закона о сожительстве, одобренного парламентом с небольшим перевесом голосов, 40 «за» и 38 «против». Согласно этому закону с 2016 года как гетеро-, так и гомосексуальные пары смогут регистрировать своё сожительство. Данный закон наделяет равными правами и обязанностями гетеросексуальные и гомосексуальные пары и будет регулировать порядок заключения и расторжения договоров о сожительстве, а также договорные отношения зарегистрированных сожителей. При этом Ильвес заявил: «Эстония должна быть самым лучшим местом проживания для всех. Для нас важен каждый человек».

## Резонансные высказывания
В 2007 году в интервью немецкому изданию «Der Spiegel» Тоомас Хендрик Ильвес заявил (текст):.
Некоторые считают, что нацисты были страшнее, так как идеология убийств была страшнее. Но с точки зрения эстонцев, их соотечественники были убиты не коммунистами или нацистами, а русскими и немцами. Вопрос идеологии убийств для нас не имеет значения.
В феврале 2008 года в интервью корреспонденту BBC, комментируя своё нежелание говорить по-русски, Тоомас Хендрик Ильвес заявил, что с его стороны «это означало бы приятие 50-летней жестокой оккупации». Намек интервьюера на возможности более тесного общения с населением, не владеющим эстонским языком, Ильвес проигнорировал, сказав: «это решённый вопрос, я не хочу больше обсуждать его». Канцелярия президента поспешила выступить с заявлением, заявив, что слова президента были неправильно переведены и истолкованы. Однако, журналистам удалось связаться с Тимом Веуэллом, в котором Веуэлл сказал, что он общался с Ильвесом на английском языке, и не могло возникнуть каких-либо проблем с переводом. Кроме того, Веуэлл прислал стенограмму той части интервью, которая касалась русского языка.
Президент Ильвес: Эти люди жили здесь, и они не выучили эстонский. Я выучил эстонский, не живя здесь. Я говорю на эстонском языке, он единственный государственный язык, и я говорю на нём хорошо. Причин говорить на русском языке не больше, чем на английском, урду или японском, потому что эстонский является государственным языком. И если вы будете говорить на другом языке в вашей стране лишь потому, что в страну приехали другие люди, то у вас будут проблемы.
Тим Веуэлл: Но с позиции того, что вы - Президент Эстонии, это было бы нормальным: пытаться говорить на языке одной трети населения?
Ильвес: Ну, если мы посмотрим на статистику, то эти люди говорят по-эстонски. Нет, это неправильно, это означало бы смириться с пятидесятилетней оккупацией этой страны.
Веуэлл: Это просто означает способность общаться с людьми, Президентом которых вы являетесь, на их родном языке.
Ильвес: Ну, если они голосовали за меня, значит, они граждане, и они знают эстонский язык. Нет, это реальный тупик, я не хочу обсуждать это, я действительно ... это не является проблемой. Есть 140 миллионов человек в России, и все они говорят по-русски, есть один миллион эстонцев, и есть единственное место в мире, где вы можете говорить по-эстонски. Вот почему эстонцы считают важным говорить по-эстонски.
8 июня 2023 года, комментируя смерть гражданина России в результате нападения акулы в Египте, заявил, что СМИ следовало бы «узнать мнение акулы об этом».
12 июня 2024 года, комментируя журналистское расследование о том, что похищенные на Украине дети появились на сайте для усыновления, он назвал русских «нацией насильников и убийц».

## Семья
- Первый брак с американским психологом Мэри Баллок[англ.]
  - сын Луукас Кристьян (род. 1987)
  - дочь Юулиа Кристийне (род. 1992).
- Второй брак (2004—2015) с предпринимательницей Эвелин Инт-Ламбот (в замужестве Ильвес)
  - дочь Кадри Кейу (род. 2003)[20].
- В ноябре 2015 года обручился с Иевой Купце[21]. В январе 2016 года президент Эстонии Т. Хендрик Ильвес и Иева Купце в субботу были обвенчаны в церкви Святой Анны в Халлисте, которая была домашней церковью семьи Ильвесов ещё в XVIII веке[22]. 28 ноября 2016 года у пары родился сын Ханс Хендрик Ильвес[23]. В декабре 2023 года пара развелась[24].

Его брат Андрес Ильвес является журналистом английского BBC и американского Радио Свободы.

## Разное
- Владеет эстонским, английским, французским, финским языками[25]. Также понимает русский язык[1].
- Ильвес почти всегда носит галстук-бабочку[26]. Он объясняет это тем, что такую привычку имел его отец[27].
- 31 октября 2016 года состоялась презентация книги политического обозревателя Арго Идеона, посвящённая экс-президенту Эстонии Тоомасу Хендрику Ильвесу[28].
- В 2019 году подписал «Открытое письмо против политических репрессий в России»[29].
- С января 2021 года является приглашённым профессором Тартуского университета в области демократии цифрового века[30].

## Ордена и награды

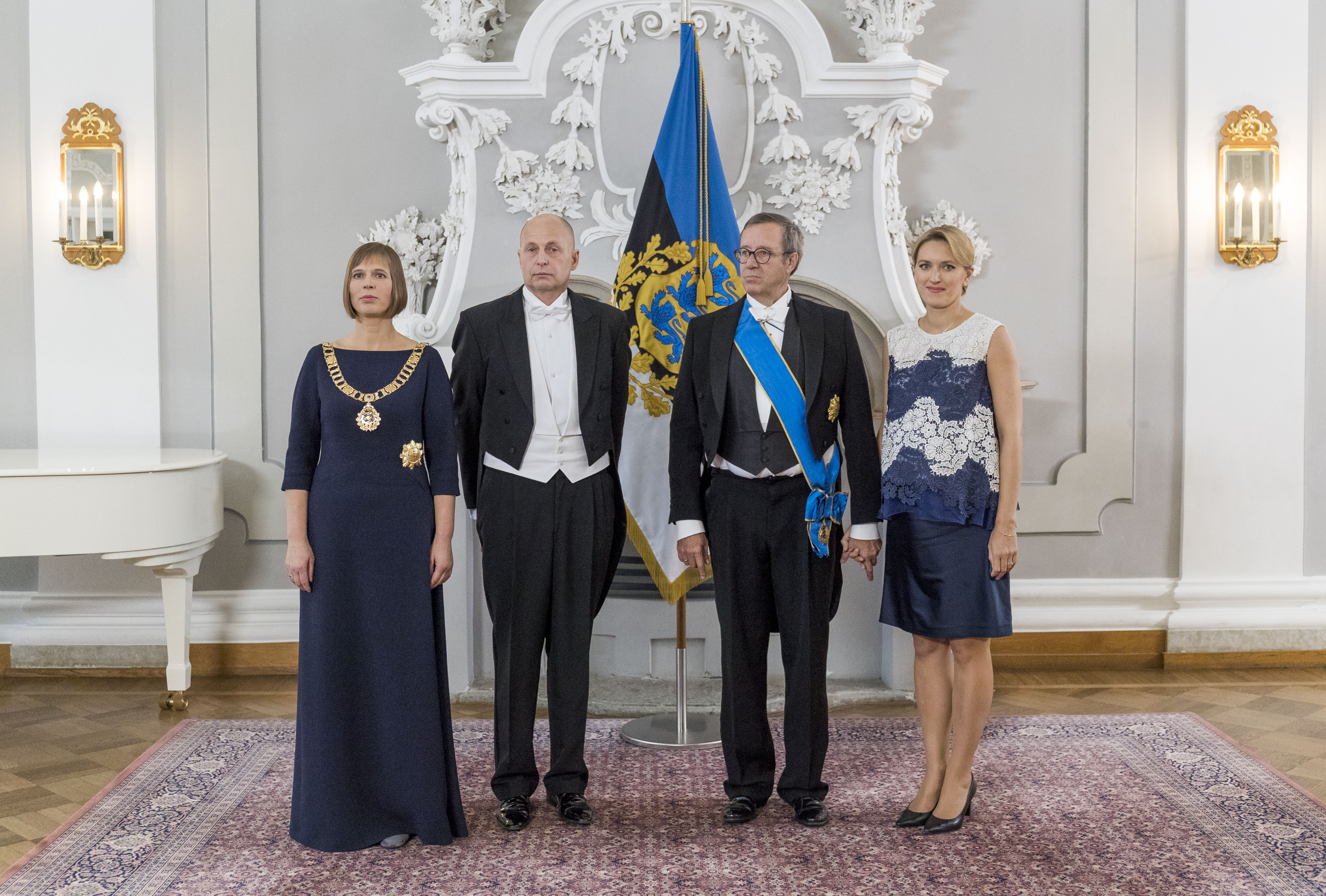
Керсти Кальюлайд с мужем и Томас Хендрик Ильвес с Иевой Ильвес

Награды Эстонии
| Страна  | Дата   | Награда                                                                | Награда                                                                | Литеры |
| ------- | ------ | ---------------------------------------------------------------------- | ---------------------------------------------------------------------- | ------ |
| Эстония | 2006 — | Кавалер цепи ордена Креста земли Марии                                 | Кавалер цепи ордена Креста земли Марии                                 |        |
| Эстония | 2008   | Кавалер цепи                                                           | ордена Государственного герба                                          |        |
| Эстония | 2004 — | Кавалер 3 класса                                                       | ордена Государственного герба                                          |        |
| Эстония | 2016 — | Кавалер 1 класса ордена Креста За заслуги Министерства обороны Эстонии | Кавалер 1 класса ордена Креста За заслуги Министерства обороны Эстонии |        |
| Эстония | 2021 — | Крест «За заслуги» I класса Министерства иностранных дел Эстонии       | Крест «За заслуги» I класса Министерства иностранных дел Эстонии       |        |

Награды иностранных государств
| Страна         | Дата вручения     | Награда                                                                                                 | Награда                                                                                                 | Литеры   |
| -------------- | ----------------- | --- | --- | -------- |
| Норвегия       | 1999 —            | Кавалер Большого креста ордена Заслуг                                                                   | Кавалер Большого креста ордена Заслуг                                                                   |          |
| Греция         | 1999 —            | Кавалер Большого креста ордена Почёта                                                                   | Кавалер Большого креста ордена Почёта                                                                   |          |
| Франция        | 2001 —            | Гранд-офицер ордена Почётного легиона                                                                   | Гранд-офицер ордена Почётного легиона                                                                   |          |
| Великобритания | 2006 —            | Почётный кавалер Большого креста ордена Бани                                                            | Почётный кавалер Большого креста ордена Бани                                                            | GCB      |
| Финляндия      | 2007 —            | Кавалер цепи ордена Белой розы                                                                          | Кавалер цепи ордена Белой розы                                                                          |          |
| Япония         | 2007 —            | Кавалер ленты ордена Хризантемы                                                                         | Кавалер ленты ордена Хризантемы                                                                         |          |
| Грузия         | 2007 —            | Кавалер ордена Золотого руна                                                                            | Кавалер ордена Золотого руна                                                                            |          |
| Испания        | 2007 —            | Кавалер цепи ордена Изабеллы Католической                                                               | Кавалер цепи ордена Изабеллы Католической                                                               |          |
| Литва          | 25 апреля 2008 —  | Кавалер цепи ордена Витаутаса Великого                                                                  | Кавалер цепи ордена Витаутаса Великого                                                                  |          |
| Нидерланды     | 2008 —            | Кавалер Большого креста ордена Нидерландского льва                                                      | Кавалер Большого креста ордена Нидерландского льва                                                      |          |
| Бельгия        | 2008 —            | Кавалер Большого креста ордена Леопольда I                                                              | Кавалер Большого креста ордена Леопольда I                                                              |          |
| Латвия         | 2009 —            | Кавалер цепи                                                                                            | ордена Трёх звёзд                                                                                       |          |
| Латвия         | 16 октября 2004 — | Великий офицер                                                                                          | ордена Трёх звёзд                                                                                       |          |
| Венгрия        | 2009 —            | Кавалер Большого креста ордена Заслуг                                                                   | Кавалер Большого креста ордена Заслуг                                                                   |          |
| Грузия         | 20 января 2010 —  | Кавалер ордена Победы имени Святого Георгия                                                             | Кавалер ордена Победы имени Святого Георгия                                                             |          |
| Исландия       | 10 июня 2010 —    | Кавалер Большого креста ордена Исландского сокола                                                       | Кавалер Большого креста ордена Исландского сокола                                                       |          |
| Казахстан      | 2011 —            | Кавалер ордена Достык 1 класса                                                                          | Кавалер ордена Достык 1 класса                                                                          |          |
| Румыния        | 2011 —            | Кавалер цепи ордена Звезды Румынии                                                                      | Кавалер цепи ордена Звезды Румынии                                                                      |          |
| Швеция         | 18 января 2011 —  | Рыцарь ордена Серафимов                                                                                 | Рыцарь ордена Серафимов                                                                                 | RSerafO  |
| Латвия         | 2012 —            | Кавалер Большого креста Признания                                                                       | Кавалер Большого креста Признания                                                                       |          |
| Мальта         | 31 мая 2012 —     | Почётный Компаньон Почёта с орденской цепью                                                             | Почётный Компаньон Почёта с орденской цепью                                                             | K.U.O.M. |
| Германия       | 2013 —            | Кавалер Большого креста специального класса ордена «За заслуги перед Федеративной Республикой Германия» | Кавалер Большого креста специального класса ордена «За заслуги перед Федеративной Республикой Германия» |          |
| Польша         | 2014 —            | Кавалер ордена Белого орла                                                                              | Кавалер ордена Белого орла                                                                              |          |
| Норвегия       | 2 сентября 2014 — | Кавалер Большого креста ордена Святого Олафа                                                            | Кавалер Большого креста ордена Святого Олафа                                                            |          |
| Словакия       | 2015 —            | Кавалер 1 класса ордена Двойного белого креста                                                          | Кавалер 1 класса ордена Двойного белого креста                                                          |          |
| Литва          | 13 мая 2016 —     | Кавалер Звезды литовской дипломатии (Министерство иностранных дел Литвы)                                | Кавалер Звезды литовской дипломатии (Министерство иностранных дел Литвы)                                |          |

- Медаль Балтийской ассамблеи (2006)[39]

## В филателии
20 декабря 2018 года почтой Эстонии была выпущена марка из серии «Главы Эстонской Республики в 1918—2018 годах» с изображением Тоомаса Хендрика Ильвеса и приурочена к 65-летию бывшего Президента Эстонии.